# ハッティ人
ハッティ人（ハッティじん、英語: Hattians）は、アナトリア半島中央部の、「ハッティの地」と称された領域に居住していた古代の民族。非印欧語族の言語を話していたと推定される。この民族については、アッカド王サルゴン（紀元前2300年ころ）が築いた帝国の時代から、インド・ヨーロッパ語族系のヒッタイト人に徐々に吸収、同化された紀元前2000年から紀元前1700年ころまで記述が残されたが、以降はもっぱらヒッタイト人たちが「ハッティの土地」と結びつけられるようになった。

## 歴史

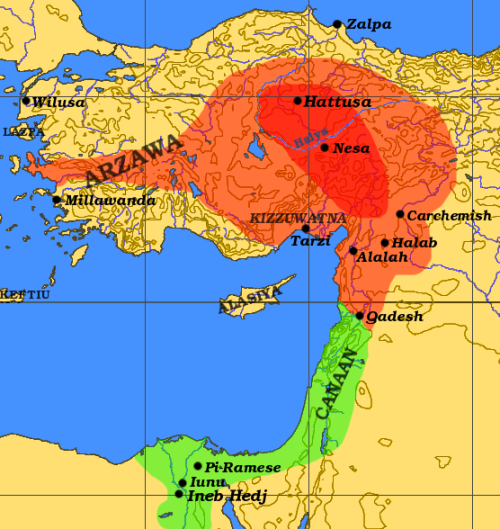
紀元前1290年ころのヒッタイト帝国（赤）と、境界を接していたエジプト王国（緑）の領域。

アナトリア半島中央部を意味する最も古い表現である「ハッティの地」は、アッカド王サルゴンの時代（紀元前2350年 - 紀元前2150年ころ）に遡る、メソポタミアの楔形文字の粘土板に現れる。そこでは、アッシリア/アッカドの商人たちがサルゴン王に援助を求める嘆願を行なっていた。アッシリアの年代記類において、「ハッティの地」という呼称は、その後も紀元前650年まで、1,500年ほど用いられ続けた。その後のヒッタイトの記録によれば、サルゴン大王は、ルウィ人の王プルシュアンダのヌルダガル (Nurdaggal) と戦ったとされ、サルゴンの後継者であるアッカドのナラム・シンは、ハッティ王パムバや16の連合者たちと戦ったという。
ハッティ人を指して「原ヒッタイト (proto-Hittite)」と呼ぶことがあるが、これは不正確な呼称である。ネサ（キュルテペ）の言葉でネシリ (Nešili) と呼ばれていたヒッタイトは、インド・ヨーロッパ語族の言語を用いており、ハッティ人とは言語系統が異なっていた。ハッティ人たちは、自分たちの王国を「ハッティの地」と称し続けた。やがてハッティ人も、ヒッタイト語、ルウィ語、パラー語などインド・ヨーロッパ語族の言語を用いる人々と同化していった。

ヒッタイトの支配が及んだ領域、紀元前1350年 – 紀元前1300年ころ。西方には、アルザワの支配地域やリュキア、南東にはミタンニの支配地域があった。

ハッティ人は、都市国家や小規模な王国、公国ごとに組織されていた。それぞれの都市は神権政治を行う公国として組織されていた。

## 言語
ハッティ人が用いていたハッティ語は、インド・ヨーロッパ語族の言語ではなく、系統は不明である。今日では、一部の研究者たちは、北西コーカサス語族に関係する言語と考えている。トレヴァー・ブライスは、次のように記している。
いわゆる「ハッティ人」の文明の証拠は、後年のヒッタイト語の古文書の中に見出される、インド・ヨーロッパ語族の言葉ではない、ある言語の断片によってもたらされる。この言語は「hattili」、すなわち「ハッティの言語」と称されている。伝えられている数少ないテキストは、宗教的、ないしカルト的な性格の内容である。これらのテキストは、多数のハッティの神々の名や、人名、地名を伝えている。
ヒッタイトの楔形文字の粘土板に見出されるハッティ語のテキストは、150件ほどの例がある。ハッティ人の指導者たちは、おそらくは古アッシリア語を書く書記を用いたものと思われる。トルコの考古学者エクレム・アクルガルによれば、「アナトリアの君主たちは、メソポタミアとの交易やカネシュ（キュルテペ）における取引のためにアッシリア語を身につけていた書記を用いていた」が、これはアッシリアとの取引を行うことが目的であった。紀元前21世紀から紀元前18世紀にかけて、アッシリアはハッティの地に、ハットゥム (Hattum) やザルプワなど交易の拠点を設けていた。
研究者たちは長らく、アナトリア地方の人口の大部分は、「（紀元前の）第3千年紀には、インド・ヨーロッパ語族の言語を用いる人々が到来する以前からの先住民であるハッティ人と呼ばれる人々であった」と考えてきた。しかし、インド・ヨーロッパ語族の言語を用いる人々が、アナトリア半島中央部に、より早い時点から共存していたこともあり得る、という見方もある。ペトラ・ゲーデゲブーレ (Petra Goedegebuure) は、ヒッタイト人による征服以前に、インド・ヨーロッパ語族の言語、おそらくはルウィ語が、ハッティ語とともに既に長期間にわたって話されていた、とする見方を提案している。
ヒッタイト新王国の時代に近づくにつれ、ハッティ語は能格性を強めていった。この展開は、ハッティ語が、少なくとも紀元前14世紀末までは、生きた言語であったことを示唆している。
アレクセイ・カッシアン (Alexei Kassian) は、統語論的にSOV型の構文をとる北西コーカサス語族（アブハズ・アディゲ語族）が、語彙においてハッティ語に通じるという説を提案している。

## 宗教

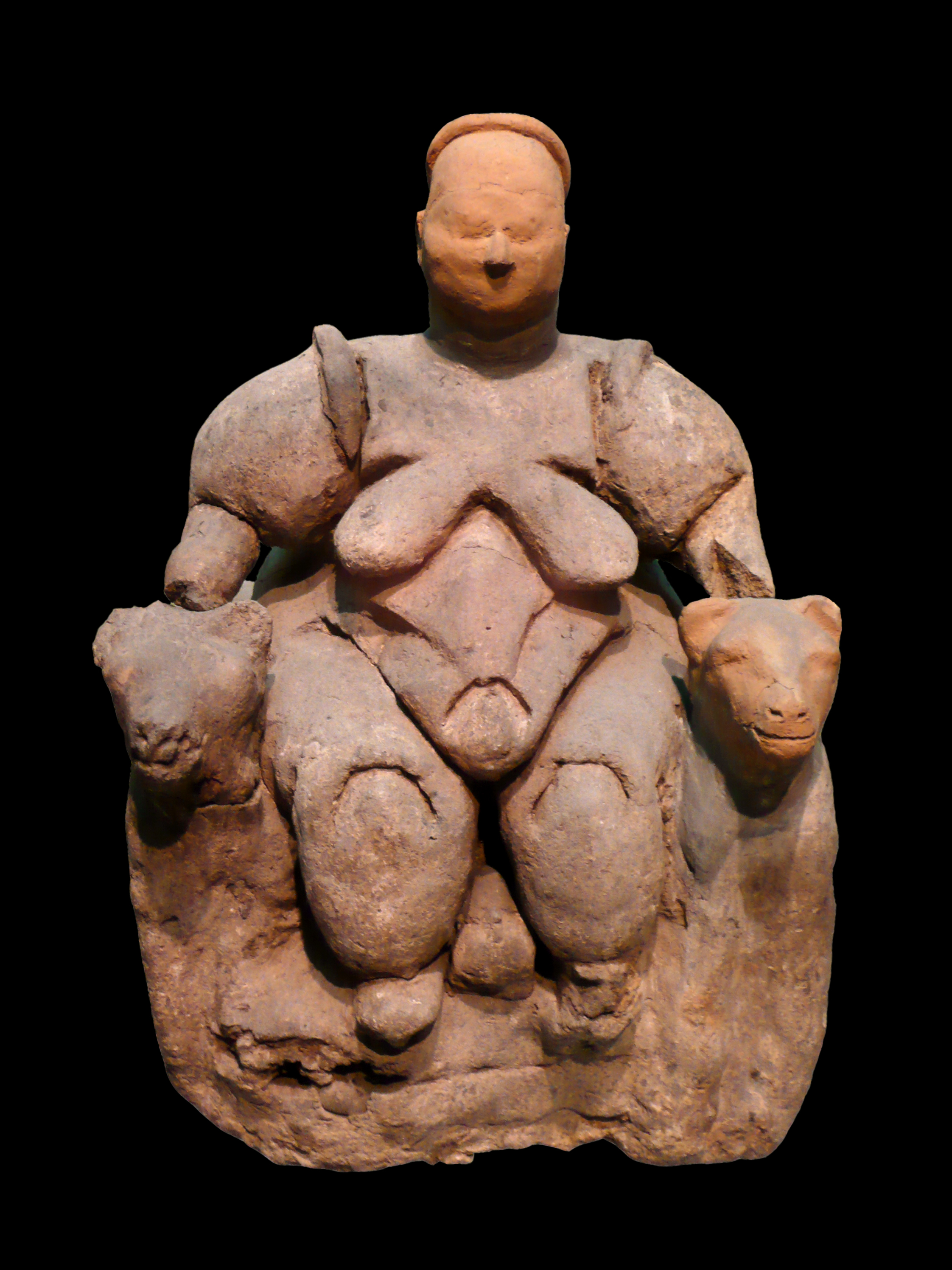
アンカラのアナトリア文明博物館が所蔵する、地母神像、紀元前5750年ころ。

ハッティ人の宗教は、石器時代まで遡る。それは地母神として神格化された大地への信仰に関わるものであり、ハッティ人たちは地母神を讃えることで、収穫の豊穣と、自分たちの安寧を願った。ハッティ人の万神殿には、嵐の神タル（Taru：雄牛の姿をしている）、太陽神フルセム (Furušemu) ないしウルセム（Wurunšemu：豹の姿をしている）をはじめ、他の様々な要素を神格化した神々がいた。チャタル・ヒュユクに残されたレリーフには、女性が雄牛を生む図があるが、これはすなわち地母神カタハ (Kattahha) ないしハンナハンナ (Hannahanna) が、嵐の神タルの母親であることを表している。

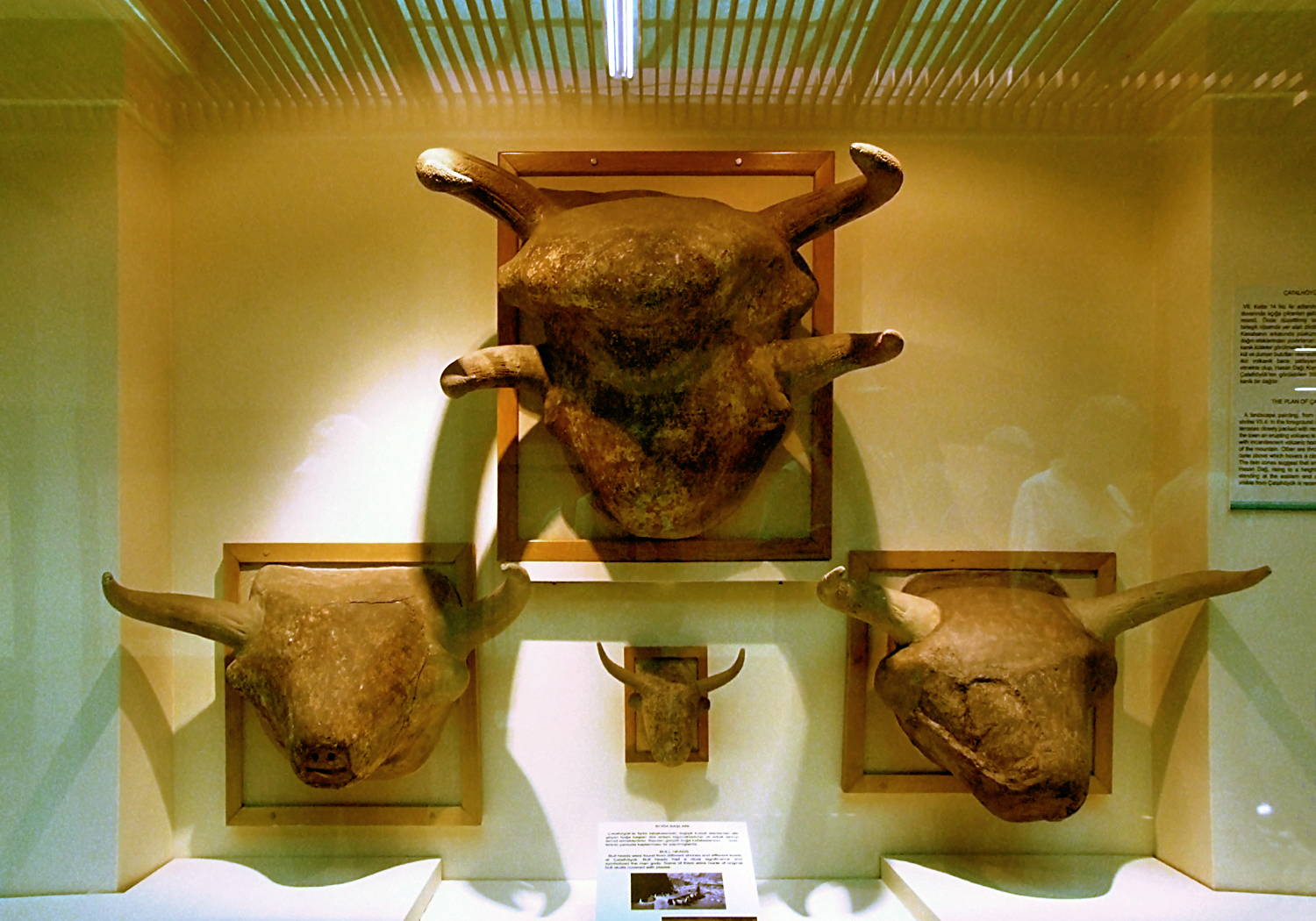
アンカラのアナトリア文明博物館が所蔵する牛の姿で表現された嵐の神。

後には、ヒッタイト人たちが、こうしたハッティ人の神々の多くを自分たちの信仰に組み込んで行った。ジェームス・メラートは、アナトリア先住民の宗教は、「大地から得られた水 (water-from-the-earth)」という概念を軸にしているとする説を唱えた。画像や文で示された典拠は、アナトリアの住民たちにとって特に重要であった神が、大地の水の神であったことを示している。他の多数の神々が大地と水に結び付けられていた。ヒッタイトの楔形文字では、大地の水の神は、通常 dIM と表現された。アナトリアの嵐の神々は、確認されている異綴りが百種類ほどあるが、dU などとされ、大部分は「ハッティの嵐の神」というように、各都市の名を入れて呼ばれていた。
ヒッタイトの伝説であるテリピヌと大蛇のような竜イルルヤンカシュの話は、その原型がハッティ人の文明に遡る。

## 人相
青銅器時代のアナトリアに存在した社会は、ほとんどの場合に複数の言語を用いていたが、ハッティ人とヒッタイト人では、おそらくは個人の身体的特徴も異なっていたと考える研究者もいる。カデシュの戦いを記録したエジプト側の描写には、鼻の高いハッティ人の兵士たちへの言及があるが、それを指揮するヒッタイト人の指揮官たちは風貌が異なっていたとエクレム・アクルガルは述べている。この説は非常に疑わしく、実際のところ、ヒッタイトのエリートと庶民で描写の違いが見られない。